# Monakijczycy
Monakijczycy – grupa ludzi zamieszkująca głównie Monako i sporadycznie Francję, których jest ok. 39 000. Monakijczycy posługują się głównie francuskim i monegaskim oraz częściowo włoskim (nieoficjalnie).

## Demografia
Spośród ponad 37 tysięcy mieszkańców jedynie 9160 (24,3%) stanowią Monegaskowie (obywatele księstwa); pozostali to migranci, głównie z Francji i Włoch. Jedynie 63,5% obywateli kraju urodziło się na jego terenie, 0,9% urodziło się poza jego granicami, 35,6% zostało naturalizowanych (w tym 19,1% na drodze małżeństwa z osobą posiadającą obywatelstwo Monako).

## Wyznanie

### Wyznania religijne
Zobacz też: Religia w Monako.
Udział poszczególnych wyznań w populacji Monako (według Pew Research Center w 2010 r.):
- katolicyzm – 82,3%
- bezwyznaniowi – 11,7%
- protestantyzm – 3,5%
- judaizm – 1,7%
- islam – 0,4%
- prawosławie – 0,2%

Zobacz też: Archidiecezja Monako.
Zobacz więcej w artykule Świadkowie Jehowy we Francji, w sekcji Świadkowie Jehowy w Monako.